# مكسيم خليل
مكسيم خليل (7 نوفمبر 1978 -)، ممثل سوري.

## حياته
وُلد مكسيم خليل لأب سوري وأم روسية، ويحمل الجنسية الروسية تبعًا لوالدته. والده الدكتور هاني خليل، كان سياسيًا وباحثًا في الاستراتيجية العسكرية، وله العديد من المؤلفات والمحاضرات. أما والدته، ستيلا توميلوفيتش، فهي متخصصة في المكياج وتصميم الملابس، وشاركت في العديد من الأعمال الفنية، حيث كان مكسيم يرافقها إلى موقع عملها منذ صغره.

## مشواره المهني
درس المرحلة الابتدائية في مدرسة دار السلام (فرانسيسكان)، وأكمل تعليمه الإعدادي والثانوي في مدرسة اللاييك. في عام 1999، أنهى دراسته في رقص الباليه بعد تقديمه العديد من العروض، كان آخرها كسارة البندق لتشايكوفسكي. وكان الشاب الوحيد في الدفعة الأولى لتأسيس معهد الباليه في دمشق عام 1988.
إلى جانب شغفه بالفن، كان لاعبًا في نادي الجيش لكرة السلة، حيث لعب منذ فئة الأشبال وحتى مرحلة الرجال. بدأت مسيرته المهنية عام 1998 بالعمل كمساعد مخرج لمدة عامين، وخلال هذه الفترة، أُسندت إليه أدوار صغيرة في بعض الأعمال مثل الشوكة السوداء، البحر أيوب، الفوارس. منذ عام 2000، تفرّغ بالكامل للتمثيل وبدأ مشواره الفني، حيث قدّم العديد من الأعمال الدرامية.

## الجدل

### موقفه السياسي من الثورة السورية
خلال تكريمه في الموريكس دور عام 2013، وجّه تحية للفنانين المعتقلين في السجون السورية بسبب مواقفهم السياسية. وفي مارس 2014، أعلن دعمه للثورة السورية لإسقاط نظام البعث وعلى رأسه الرئيس بشار الأسد.
ورغم دخول بعض الأطراف غير المنتمية للثورة، أكد أنه بعد ثلاث سنوات من القتل وسفك الدماء، لا يمكن لأي سوري أن يغير موقفه. كما أوضح أنه لا يكنّ كراهية شخصية لبشار الأسد، لكنه يرى ضرورة إسقاط النظام، معتبرًا ما يحدث في سوريا محاولة لتقسيم البلاد وتدميرها، محمّلًا المسؤولية للنظام السوري والجيش الحر الذي تلقى تمويلًا من جهات متعددة.
وفي عام 2015، أدرج النظام السوري اسمه واسم زوجته سوسن أرشيد، اللذين كانا من أوائل الفنانين الداعمين للثورة السلمية، على قوائم المطلوبين، كما صدرت بحقه مذكرتا اعتقال، الأولى من الاستخبارات العامة والثانية من الأمن السياسي.

### تعرضه للضرب بسبب موقفه
تعرض للضرب في لبنان على يد أنصار أحد الأحزاب المؤيدة للأسد بسبب موقفه السياسي، لكنه رغم ذلك ظل يشعر بالأمان هناك.
وأوضح أن استقراره في بيروت مع عائلته جاء نتيجة تلقيه تهديدات من موالين للنظام السوري وبعض الجهات الأمنية. كما أشار إلى مشاركته في إحدى المظاهرات خلال أسبوع شهداء اللاذقية.

### خسارة المنتخب السوري
عقب خسارة المنتخب السوري في تصفيات كأس العالم 2017، عبّر عن رأيه بتدوينة حملت عنوان "شيزوفرينيا في حضرة العارضة"، حيث وصف مشاعره المتضاربة تجاه المباراة، مشيرًا إلى أن المنتخب كان يعيش حلم تأهل لم يكتمل أبدًا، ومؤكدًا أن الخسارة حملت مزيجًا من الحزن والفرح المتكرر.
كما عبّر عن مخاوفه من فوز المنتخب، إذ رأى أن انتصارهم قد يطغى على معاناة المدن السورية المنكوبة، متسائلًا عن معنى الفرح وسط الدمار والمآسي. وأوضح أنه لم يستطع مشاركة الفرح مع من تمنوا الموت لسوريين آخرين، بل رأى أن التشجيع من الغربة يعكس واقع وطن بات مشجعوه بعيدين عنه قسرًا.
في ختام تدوينته، قال: "لأجل سوريتي أردت لهم الفوز، ولأجل سوريتي أردت لهم الهزيمة، فاعذروا خيانتي أيها السوريون."
تصريحاته أثارت موجة من الجدل والهجوم من بعض الشخصيات، بينهم الفنانون قاسم ملحو وشكران مرتجى، فيما وقفت الفنانة أصالة إلى جانبه، مغرّدة: "هناك رجال تخلصوا من سموم المصالح والخوف والتردد، وهؤلاء هم الرجال الذين خُلقوا ليعينوا الحياة على ما بلاها، مكسيم خليل رجل نفتخر به."

## حياته الخاصة
تزوج للمرة الأولى في سن مبكرة من الفنانة يارا خليل، لكنه وجد نفسه أمام مسؤوليات كبيرة لم يتمكن من تحملها بعد الزواج والإنجاب، مما أدى إلى انفصالهما رغم محاولات الصلح التي لم تنجح. ورغم ذلك، أكد أن ابنه هاني كان أجمل ما خرج به من هذه التجربة. وأوضح أن زواجه الأول جاء نتيجة شعوره بالفراغ بعد وفاة والده وتفكك عائلته، معتقدًا أن الزواج قد يمنحه استقرارًا عائليًا متكاملاً.
وفي عام 2004، تزوج من الفنانة سوسن أرشيد، ورُزقا بولدين، جاد ولوكاس.

## أعماله الفنية

### في التلفزيون
- 1998: البحر أيوب
- 1998: الشوكة السوداء
- 1999: الفوارس
- 2000: حكايا
- 2000: البواسل
- 2001: المسلوب
- 2001: البحث عن صلاح الدين
- 2001: حمام القيشاني ج4
- 2001: سر النوار
- 2002: أبو الطيب المتنبي
- 2002: صقر قريش
- 2002: زمان الوصل
- 2003: ذكريات الزمن القادم
- 2003: أنشودة المطر
- 2003: ربيع قرطبة
- 2004: مرايا
- 2004: طيور الشوك
- 2004: قتل الربيع
- 2004: التغريبة الفلسطينية
- 2004: مرايا
- 2004: أحلام كبيرة
- 2004: هومي هون
- 2004: مرايا (عشنا وشفنا)
- 2004: الطارق
- 2005: الظاهر بيبرس
- 2005: ملوك الطوائف
- 2005: عصي الدمع
- 2006: ندى الأيام
- 2006: أسياد المال
- 2006: أهل الغرام ج1
- 2006: انتقام الوردة
- 2006: مرايا
- 2006: على طول الأيام
- 2006: أهل الغرام ج1
- 2006: غزلان في غابة الذئاب
- 2006: مرايا
- 2007: الاجتياح
- 2007: ظل امرأة
- 2007: جريمة بلا نهاية
- 2007: ممرات ضيقة
- 2007: زمن الخوف
- 2007: شركاء يتقاسمون الخراب
- 2007: هيك تجوزنا
- 2007: يوم ممطر آخر
- 2007: الحصرم الشامي
- 2008: حكم العدالة
- 2008: أصعب قرار
- 2008: أولاد القيمرية ج1
- 2008: أهل الغرام ج2
- 2008: الحصرم الشامي ج2
- 2009: على قيد الحياة
- 2009: زمن العار
- 2009: الحصرم الشامي ج3
- 2009: أولاد القيمرية ج2
- 2009: صدق وعده
- 2009: زمن العار
- 2009: منمنمات اجتماعية
- 2010: لعنة الطين
- 2010: تخت شرقي
- 2010: أسعد الوراق.
- 2010: سوق الورق
- 2011: طالع الفضة
- 2011:كشف الأقنعة
- 2011: الولادة من الخاصرة
- 2012: روبي
- 2011: بقعة ضوء ج8.
- 2013: الشك
- 2014: حلاوة الروح
- 2014: سيرة حب
- 2015: وجوه وأماكن - عشارية القلعة
- 2015: غداً نلتقي
- 2016: يا ريت
- 2016: ليلة
- 2017: أهل الغرام ج3-خماسية مطر أيلول
- 2017: ليلة
- 2018:كوما
- 2019: صانع الأحلام
- 2020: أولاد آدم
- 2020: المنصة 1
- 2021: المنصة ج2
- 2021: المنصة ج3
- 2021: 8 أيام
- 2022: رقصة المطر
- 2022: نور
- 2023: أبتسم ايها الجنرال
- 2025: تحت الأرض: موسم حار (مسلسل)

### في السينما
- 2009: يوم صدور الحكم.
- 2009: الغرباء.
- 2011: سهاد.[14]
- 2013: صديقي الأخير.

### تقديم البرامج
- 2017: قعدة رجالة الموسم الأول[15]

### الدوبلاج
- مسلسل نور بدور مهند شاد أوغلو.
- المحقق كونان (ج2) بدور اللص الطائر

## الجوائز
- 2009: جائزة أدونيا في عام 2009 لأفضل ممثل دور ثاني عن دوره في مسلسل زمن العار
- 2013: جائزة الموريكس دور عام 2013 كأفضل ممثل عربي عن دوره في مسلسل روبي
- 2020: جائزة أفضل ممثل عربي في مهرجان الفضائيات العربية عن دوره في مسلسل اولاد آدم[16]

## الوصلات الخارجية
- مكسيم خليل على موقع IMDb (الإنجليزية)
- مكسيم خليل على موقع قاعدة بيانات الأفلام العربية
- مكسيم خليل على موقع قاعدة بيانات الفيلم (الإنجليزية)
- مكسيم خليل يفوز بجائزة «موركس» لأفضل ممثل عربي
- maxim khalil fans facebook • 10معلومات عن مكسيم خليل في عيد ميلاده[17]